# W Window System
W Window System は、グラフィカルなウィンドウシステムの一種であり、名称もコンセプトも X Window System の先駆けとなった。
W はスタンフォード大学の Paul Asente と Brian Reid が Vオペレーティングシステムのために開発した。1983年、Paul Asente と Chris Kent がこれを VAX 上の UNIX に移植し、そのコピーがマサチューセッツ工科大学 (MIT) のコンピュータ科学研究所に渡った。
1984年、MIT の Bob Scheifler は W の同期型プロトコルを非同期型に変え、名称も X に変更した。
それ以降 X Window System は様々な根本的変化を遂げて、もはや W とは全く似ても似つかないものとなった。

## 他の W Window System
W と名づけられたウィンドウシステムは他にもある。1995年、Torsen Scherer は W1R3 と名づけたものをリリースした。その後、Eero Tamminen が修正を加えた W1R4 が1998年、ライブラリ部分は GNU Lesser General Public License で、それ以外の部分は GNU General Public License でリリースされた。こちらは、先述の X や W に比べると大分後発であり、コードも全く異なる。